# Меэникунно
Ме́эникунно (Ме́еникунно; эст. Meenikunno / Meenikunna) — торфяное болото в Эстонии. Располагается на территории уезда Ряпина уезда Пылвамаа.
Площадь болота составляет 14,48 км². Максимальная толщина торфяного слоя — 6 м, средняя — 2,6 м. Вода отличается высокой кислотностью (pH 3—4). Минерализация не превышает 15 мг/л, состав хлоридно-сульфатный.
Болото Меэникунно образовалось 5—6 тысяч лет назад на месте заросшего озера. Заболачиванию также подверглась прилегающая к озеру песчаная равнина, ныне покрытая слоем торфа. Территория отличается обилием болотных окон и провальных воронок вокруг высоких островков.
На территории Меэникунно произрастают несколько видов орхидей, реброплодник австрийский, лобелия Дортмана, полушник озёрный, болотный мирт, подбел, водяника чёрная, багульник болотный, пушица, берёза карликовая. Сухие участки и территория вокруг болота покрыты сосновым лесом.
На болоте гнездятся тетерев-косач, глухарь. На островках обитает лисица. Периодически встречаются волк, рысь, кабан, серый журавль, гуси. Среди охраняемых видов птиц — средний кроншнеп, серый сорокопут, скопа, белоспинный дятел.
Болото Меэникунно вместе с расположенными поблизости озёрами Валгъярв и Мустъярв входит в состав ландшафтного заповедника, который также носит название Меэникунно. По части территории проложена дощатая дорога для пеших туристов.